# Aleksei Sivakov
Aleksei Víktorovitx Sivakov (en rus Алексей Викторович Сиваков) (Moscou, 7 de gener de 1972) va ser un ciclista rus, que fou professional del 1996 al 2005. Un cop retirat passà a la direcció esportiva.
La seva parella, Aleksandra Koliàsseva, i el seu fill Pàvel, també s'han dedicat al ciclisme.

## Palmarès
- 1994
  - 1r a la Volta a Sèrbia
- 1998
  - 1r al Circuito Montañés i vencedor de 2 etapes
- 2001
  - 1r al Premi du Léon

### Resultats al Giro d'Itàlia
- 1996. 70è de la classificació general
- 1997. 47è de la classificació general

### Resultats al Tour de França
- 1998. 87è de la classificació general
- 1999. 97è de la classificació general
- 2001. 104è de la classificació general

### Resultats a la Volta a Espanya
- 2002. 126è de la classificació general